# Carl Spitzweg
Carl Spitzweg (Munique, Alemanha, 5 de fevereiro de 1808 – Munique, 23 de setembro de 1885) foi um poeta e pintor romântico alemão.

## Vida
Foi o  segundo dos três filhos de Franziska e Simon Spitzweg.
Simon Spitzweg, ligado ao comércio têxtil, já havia traçado o destino de cada um dos filhos: o mais velho Simon tomaria conta do negócio de família, o do meio Carl seria farmacêutico e o mais novo seria médico.

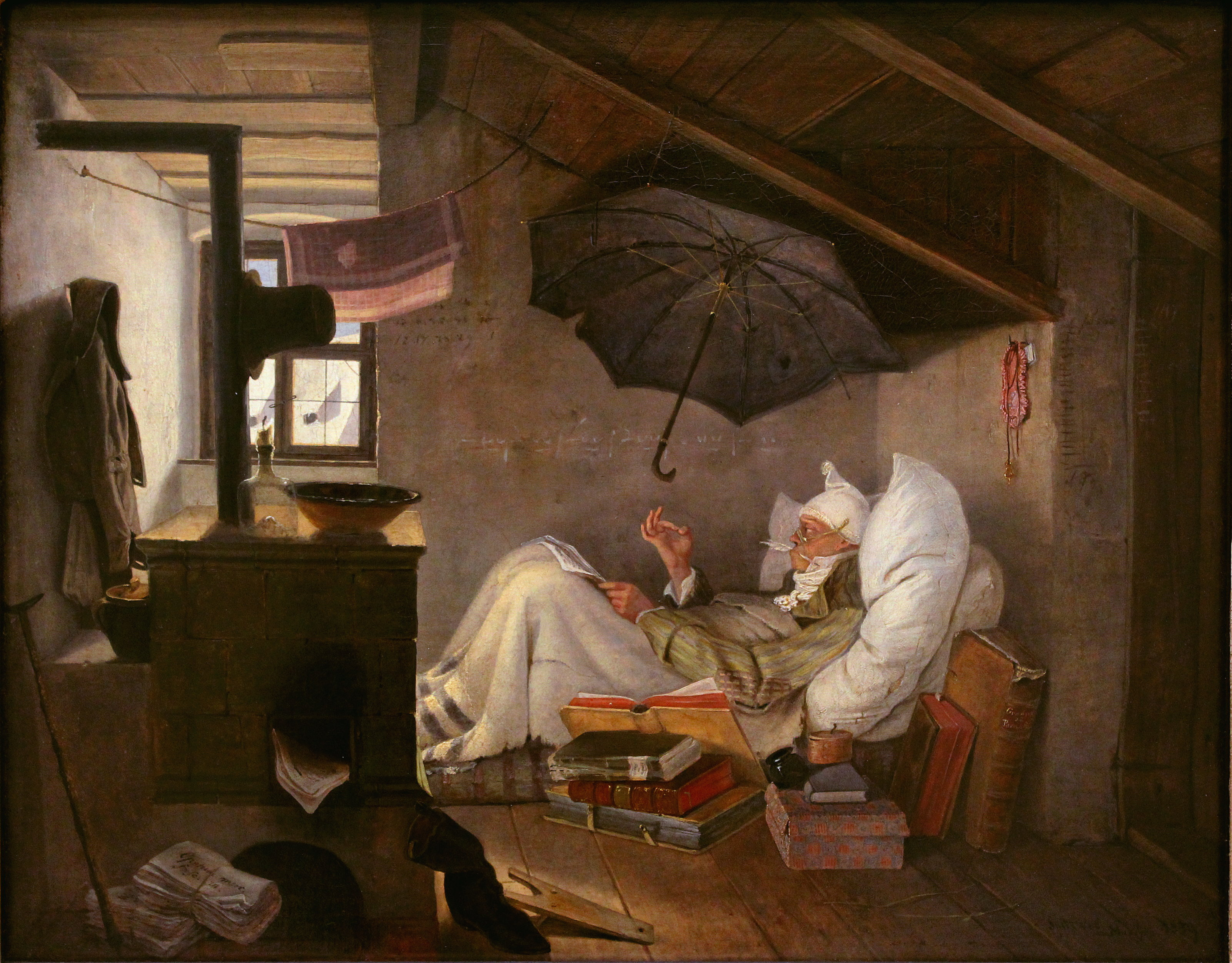
O poeta pobre, 1839, Nova Pinacoteca de Munique.

Na família Spitzweg, as inclinações artísticas de Carl apenas eram reconhecidas pela mãe Franziska que viria a falecer subitamente quando tinha ele onze anos de idade.
Como previsto seguiu a aprendizagem de farmácia, que decorreu na Universidade de Munique, que concluiu em 1832.

## Obras
Dedicou-se ao teatro e à poesia e elaborou alguns desenhos publicados em revistas satíricas. Viajado pela Europa, nomeadamente por Itália, Reino Unido, França e Bélgica, dedicou-se à pintura, inspirada pelos mestres flamengos.
Os seus mais de 1 500 quadros retratam paisagens de caráter romântico e cenas da vida quotidiana. É autor de várias poesias fieis ao mesmo estilo romântico.
Ich als Dichter

Wenn ich den Tag schon opfre doch

Rein nur Vergnügens Sachen,

So will ich wenigst’ abends noch

Ein klein Plaisir mir machen.

Ich bitt’, du mußt nur hier von all’n

Auf jeden Schmerz verzichten;

Am Täge nämlich tu ich mal’n,

Und abends tu ich dichten.
[…]